# Missione sui iuris
La missione sui iuris è la forma più embrionale di Chiesa particolare nella Chiesa cattolica. Si tratta di un territorio in zona di missione, dove il Cristianesimo non è per niente radicato, perché il lavoro missionario è ancora nella sua fase iniziale, detta implantatio Ecclesiae (un'espressione latina che significa: "piantare la Chiesa" in una zona dove essa non è presente).

## Caratteristiche
Nella terra di missione ancora non esistono parrocchie, ma solo cappelle e piccole comunità; non esistono preti diocesani, ma solo missionari venuti da fuori; non esiste vescovo, né diocesi, né curia diocesana, ma solo un lavoro di coordinamento tra i missionari presenti.
Quando una missione diventa sui iuris (cioè: "di diritto proprio"), essa inizia appena ad avere una qualche autonomia e una prima forma di struttura; la sua guida viene affidata a uno dei preti missionari, che porta il titolo di superiore della missione ed è nominato dal papa. Con il passare del tempo, e il crescere delle comunità, essa potrà poi diventare prefettura apostolica, vicariato apostolico e, da ultimo, diocesi.
Le missioni sui iuris sono state introdotte nella giurisdizione ecclesiastica con il decreto Excelsum del 12 settembre 1896.

## Elenco
Le attuali missioni sui iuris della Chiesa cattolica sono le seguenti.
| Missione sui iuris                        | Sede        | Istituzione | Aggregazione ad una provincia ecclesiastica | Superiore                     |
| ----------------------------------------- | ----------- | ----------- | ------------------------------------------- | ----------------------------- |
| Afghanistan                               | Kabul       | 2002        | -                                           | Giovanni Scalese, B.          |
| Isole Cayman                              | George Town | 2000        | Arcidiocesi di Kingston in Giamaica         | Edward Joseph Weisenburger    |
| Funafuti                                  | Funafuti    | 1982        | Arcidiocesi di Suva                         | Eliseo Napiere, M.S.P.        |
| Sant'Elena, Ascensione e Tristan da Cunha | Sant'Elena  | 1986        | -                                           | Tom Thomas Pattasseril, I.C.  |
| Tagikistan                                | Dušanbe     | 1997        | -                                           | Pedro Ramiro López, I.V.E.    |
| Tokelau                                   | Nukunonu    | 1992        | Arcidiocesi di Samoa-Apia                   | Mosese Vitolio Tui, S.D.B.    |
| Turkmenistan                              | Aşgabat     | 1997        | -                                           | Andrzej Madej, O.M.I.         |
| Turks e Caicos                            | Grand Turk  | 1984        | Arcidiocesi di Nassau                       | Joseph William Tobin, C.SS.R. |